# ديفيد كمبر
ديفيد كمبر (بالإنجليزية: David Kemper)‏ هو طبال أمريكي، ولد في 1947 في شيكاغو في الولايات المتحدة.

## وصلات خارجية
- ديفيد كمبر على موقع ميوزك برينز (الإنجليزية)
- ديفيد كمبر على موقع أول ميوزيك (الإنجليزية)
- ديفيد كمبر على موقع ديسكوغز (الإنجليزية)